# Notylia microchila
Notylia microchila är en orkidéart som beskrevs av Célestin Alfred Cogniaux. Notylia microchila ingår i släktet Notylia och familjen orkidéer. Inga underarter finns listade i Catalogue of Life.